# Liste des chapitres de 20th Century Boys
Cet article est un complément de l’article sur le manga 20th Century Boys. Il contient la liste des 22 volumes de 20th Century Boys et des 2 volumes de 21st Century Boys, avec les chapitres qu’ils contiennent.

## Volumes reliés

### 20th Century Boys
| no | Japonais         | Japonais      | Français          | Français          |
| no | Date de sortie   | ISBN          | Date de sortie    | ISBN              |
| --- | ---------------- | ------------- | ----------------- | ----------------- |
| 1 | 29 janvier 2000  | 4-09-185531-8 | 28 mars 2002      | 978-2-84538-079-0 |
| Liste des chapitres : - Chapitre 1 : Ami - Chapitre 2 : Au karaoké - Chapitre 3 : Le garçon qui acheta une guitare - Chapitre 4 : La serviette de morve - Chapitre 5 : Une nuit en salle de biologie - Chapitre 6 : Le drapeau sur la Lune - Chapitre 7 : Le soft-ball - Chapitre 8 : Le trou - Chapitre 9 : Le message - Chapitre 10 : Yukiji |                  |               |                   |                   |
| 2 | 30 mai 2000      | 4-09-185532-6 | 3 mai 2002        | 978-2-84538-099-8 |
| Liste des chapitres : - Chapitre 1 : La force de l'amitié - Chapitre 2 : Otcho - Chapitre 3 : Chef - Chapitre 4 : Yama - Chapitre 5 : La fin de l'humanité - Chapitre 6 : Dieu - Chapitre 7 : Le tiroir de Kiriko - Chapitre 8 : L'amoureux de Kiroko - Chapitre 9 : L'homme derrière - Chapitre 10 : Le prophète - Chapitre 11 : Ouvrez les yeux ! |                  |               |                   |                   |
| 3 | 30 août 2000     | 4-09-185533-4 | 5 juillet 2002    | 978-2-84538-114-8 |
| Liste des chapitres : - Chapitre 1 : Le héros à la guitare - Chapitre 2 : La décision - Chapitre 3 : Le duel - Chapitre 4 : Mon beau-frère - Chapitre 5 : Un camarade de classe - Chapitre 6 : Encore un - Chapitre 7 : Sadakiyo - Chapitre 8 : Attentat à l'aéroport - Chapitre 9 : L'enfant du destin - Chapitre 10 : Et maintenant... - Chapitre 11 : L'homme de Bangkok |                  |               |                   |                   |
| 4 | 30 janvier 2001  | 4-09-185534-2 | 19 septembre 2002 | 978-2-84538-131-5 |
| Liste des chapitres : - Chapitre 1 : Le parti de l'amitié - Chapitre 2 : La fuite - Chapitre 3 : Le lien - Chapitre 4 : Peace & love - Chapitre 5 : Le color kid - Chapitre 6 : La lumière - Chapitre 7 : L'explosion - Chapitre 8 : La base secrète - Chapitre 9 : Réunion pour un robot - Chapitre 10 : L'empereur souterrain - Chapitre 11 : Les profondeurs des ténèbres |                  |               |                   |                   |
| 5 | 26 avril 2001    | 4-09-185535-0 | 17 janvier 2003   | 978-2-84538-174-2 |
| Liste des chapitres : - Chapitre 1 : L'appel - Chapitre 2 : Tu n'es pas seul - Chapitre 3 : Tonton Kenji - Chapitre 4 : La fusée - Chapitre 5 : Le 31 décembre - Chapitre 6 : Les adieux - Chapitre 7 : Les retrouvailles - Chapitre 8 : Le mémorial - Chapitre 9 : L'inspecteur Chôno - Chapitre 10 : Chôcho - Chapitre 11 : Deux volontés |                  |               |                   |                   |
| 6 | 30 juillet 2001  | 4-09-185536-9 | 7 mars 2003       | 978-2-84538-199-5 |
| Liste des chapitres : - Chapitre 1 : Le témoin - Chapitre 2 : Le véritable coupable - Chapitre 3 : La Luciole des Mers - Chapitre 4 : Le monstre - Chapitre 5 : Le tunnel - Chapitre 6 : La poursuite... - Chapitre 7 : Un ami puissant - Chapitre 8 : L'amulette - Chapitre 9 : Le dernier espoir - Chapitre 10 : La grande évasion - Chapitre 11 : Une plâtrée de coups |                  |               |                   |                   |
| 7 | 30 octobre 2001  | 4-09-185537-7 | 9 mai 2003        | 978-2-84538-210-7 |
| Liste des chapitres : - Chapitre 1 : L'évasion - Chapitre 2 : L'air frais - Chapitre 3 : L'accostage - Chapitre 4 : L'exposition de rêve - Chapitre 5 : Koizumi - Chapitre 6 : L'autographe de Dieu - Chapitre 7 : La vérité - Chapitre 8 : La salle de contrôle - Chapitre 9 : Face-à-face - Chapitre 10 : Fukube - Chapitre 11 : L'infiltration |                  |               |                   |                   |
| 8 | 28 février 2002  | 4-09-185538-5 | 11 juillet 2003   | 978-2-84538-229-9 |
| Liste des chapitres : - Chapitre 1 : La décision - Chapitre 2 : Le robot - Chapitre 3 : La chanson de Kenji - Chapitre 4 : L'invitation - Chapitre 5 : Ami-land - Chapitre 6 : La fuite - Chapitre 7 : La requête - Chapitre 8 : Le classement - Chapitre 9 : Le plan - Chapitre 10 : La côte de la pendue - Chapitre 11 : Les voix |                  |               |                   |                   |
| 9 | 29 juin 2002     | 4-09-185539-3 | 26 septembre 2003 | 978-2-84538-250-3 |
| Liste des chapitres : - Chapitre 1 : Elle doit pas le voir ! - Chapitre 2 : Le cauchemar - Chapitre 3 : Le vrai combat - Chapitre 4 : Le Rapid Nabokov - Chapitre 5 : Un pouvoir surnaturel - Chapitre 6 : La confession - Chapitre 7 : Le nouveau cahier de prédictions - Chapitre 8 : Derrière l'autel - Chapitre 9 : Le sauveur - Chapitre 10 : L'heure du crime - Chapitre 11 : La balle meurtrière |                  |               |                   |                   |
| 10 | 30 août 2002     | 4-09-185540-7 | 21 novembre 2003  | 978-2-84538-271-8 |
| Liste des chapitres : - Chapitre 1 : L'armistice - Chapitre 2 : Le carrefour - Chapitre 3 : Surveillance - Chapitre 4 : Le nouveau prof - Chapitre 5 : La réponse de l'angoisse - Chapitre 6 : Le collectionneur - Chapitre 7 : Le monologue - Chapitre 8 : La chambre d'Ami - Chapitre 9 : Le garçon sans visage - Chapitre 10 : Le visage du garçon - Chapitre 11 : Coup de tonnerre |                  |               |                   |                   |
| 11 | 25 décembre 2002 | 4-09-186631-X | 14 février 2004   | 978-2-84538-302-9 |
| Liste des chapitres : - Chapitre 1 : Les profondeurs du désespoir - Chapitre 2 : Le livre de la loi - Chapitre 3 : Le mensonge de 1970 - Chapitre 4 : Reprise de contact - Chapitre 5 : Corps et âmes - Chapitre 6 : Les extraterrestres - Chapitre 7 : La résolution de Sadakiyo - Chapitre 8 : Les ruines - Chapitre 9 : Godzilla - Chapitre 10 : Le message d'une mère - Chapitre 11 : Yamane - Chapitre 12 : Souvenirs de la salle de biologie |                  |               |                   |                   |
| 12 | 29 mars 2003     | 4-09-186632-8 | 27 mai 2004       | 978-2-84538-335-7 |
| Liste des chapitres : - Chapitre 1 : Un autre bain de sang ? - Chapitre 2 : Visite de courtoisie - Chapitre 3 : Suicide par explosion - Chapitre 4 : Message secret - Chapitre 5 : La bibliothèque - Chapitre 6 : La salle de biologie - Chapitre 7 : La lampe à alcool - Chapitre 8 : Lui - Chapitre 9 : Un coup de feu (1) - Chapitre 10 : Un coup de feu (2) - Chapitre 11 : La vérité sur le coup de feu - Chapitre 12 : Le visage d'Ami |                  |               |                   |                   |
| 13 | 30 juin 2003     | 4-09-186633-6 | 19 août 2004      | 978-2-84538-374-6 |
| Liste des chapitres : - Chapitre 1 : L'homme oublié - Chapitre 2 : La mort d'Ami - Chapitre 3 : Réunion au sommet - Chapitre 4 : Le temps des retrouvailles - Chapitre 5 : La vérité sur 2003 - Chapitre 6 : Un homme, un vrai - Chapitre 7 : Le début de la fin - Chapitre 8 : L'empire des grenouilles contre-attaque (1) - Chapitre 9 : L'empire des grenouilles contre-attaque (2) - Chapitre 10 : Une ville allemande sans histoire - Chapitre 11 : La peur s'insinue - Chapitre 12 : Nouvelles instructions                                                      |                  |               |                   |                   |
| 14 | 5 septembre 2003 | 4-09-186634-4 | 25 novembre 2004  | 978-2-84538-414-9 |
| Liste des chapitres : - Chapitre 1 : Dernier hommage - Chapitre 2 : La vérité sur 1971 - Chapitre 3 : L'empereur du mal - Chapitre 4 : L'intrus - Chapitre 5 : Le jour où on a vu quelque chose - Chapitre 6 : Celui qui tordait les cuillères - Chapitre 7 : La salle de science en 1971 - Chapitre 8 : Rencontre fortuite avec le passé - Chapitre 9 : La vérité - Chapitre 10 : Mémoire défaillante - Chapitre 11 : Mes vacances d'été - Chapitre 12 : Un jeune garçon et des rêves                                                                                 |                  |               |                   |                   |
| 15 | 25 décembre 2003 | 4-09-186635-2 | 10 février 2005   | 978-2-84538-459-0 |
| Liste des chapitres : - Chapitre 1 : Un recueil de prédiction comme les autres - Chapitre 2 : Un Japonais comme les autres - Chapitre 3 : Le tatoué - Chapitre 4 : Fourmillement de vérité - Chapitre 5 : Le courage de 2001 - Chapitre 6 : La séparation de 2001 - Chapitre 7 : Ce monde fantastique - Chapitre 8 : Le plus grand spectacle de tous les temps - Chapitre 9 : Le représentant au masque à gaz - Chapitre 10 : Time limit - Chapitre 11 : Vive l'expo ! - Chapitre 12 : De ce côté-ci de l'arc-en-ciel - Chapitre 13 : De l'autre côté de l'arc-en-ciel |                  |               |                   |                   |
| 16 | 30 avril 2004    | 4-09-186636-0 | 12 mai 2005       | 978-2-84538-501-6 |
| Liste des chapitres : - Chapitre 1 : Au pied de l'arc-en-ciel - Chapitre 2 : Un véritable ami - Chapitre 3 : De l'autre du miroir - Chapitre 4 : La vérité sur la côte de la pendue - Chapitre 5 : Le vrai fantôme - Chapitre 6 : Plus qu'humain - Chapitre 7 : Après Ami - Chapitre 8 : Le perchiste - Chapitre 9 : Histoire moderne - Chapitre 10 : L'imagination d'un enfant - Chapitre 11 : Le coffre à jouets |                  |               |                   |                   |
| 17 | 29 octobre 2004  | 4-09-186637-9 | 25 août 2005      | 978-2-84538-539-9 |
| Liste des chapitres : - Chapitre 1 : La Brigade de Défense de la Terre - Chapitre 2 : Courage, Katsuo ! - Chapitre 3 : Beaucoup de désespoir - Chapitre 4 : La Reine des Glaces - Chapitre 5 : Le début du désespoir - Chapitre 6 : En cours de route - Chapitre 7 : Le poids du voyage - Chapitre 8 : La police des contrées lointaines - Chapitre 9 : Une chanson des contrées lointaines - Chapitre 10 : Les devoirs de vacances d'été - Chapitre 11 : Rencontre à un carrefour : cross-counter                                                                     |                  |               |                   |                   |
| 18 | 28 février 2005  | 4-09-186638-7 | 10 novembre 2005  | 978-2-84538-618-1 |
| Liste des chapitres : - Chapitre 1 : La la ! Cha la la la ! - Chapitre 2 : Les deux survivants - Chapitre 3 : Fillette... - Chapitre 4 : La chanson de tout le monde - Chapitre 5 : Rassemblez tout le monde - Chapitre 6 : Debout Joe ! Lève-toi ! - Chapitre 7 : Une autre ! Une autre ! - Chapitre 8 : Le monde change - Chapitre 9 : Ce qu'il ne fallait pas voir - Chapitre 10 : Ce qu'il ne fallait pas entendre - Chapitre 11 : Ce qu'il ne fallait pas savoir                                                                                                  |                  |               |                   |                   |
| 19 | 30 juin 2005     | 4-09-186639-5 | 2 septembre 2006  | 978-2-84538-654-9 |
| Liste des chapitres : - Chapitre 1 : La dernière proie - Chapitre 2 : L'arrivée d'un truc énorme - Chapitre 3 : Spade - Chapitre 4 : Le spleen du mangaka Ujiki Tsuneo - Chapitre 5 : L'intrus - Chapitre 6 : La grande évasion - Chapitre 7 : Les 7 samouraïs du désert - Chapitre 8 : Je t'ai trouvé ! - Chapitre 9 : Derrière le masque - Chapitre 10 : Le pire des hommes - Chapitre 11 : Il est revenu |                  |               |                   |                   |
| 20 | 28 octobre 2005  | 4-09-186640-9 | 28 septembre 2006 | 978-2-84538-797-3 |
| Liste des chapitres : - Chapitre 1 : L'arcane - Chapitre 2 : Le temps de la sainte mère - Chapitre 3 : Quand les grenouilles chantent - Chapitre 4 : Le pire des hommes - Chapitre 5 : Le combat de l'humanité - Chapitre 6 : Qui est Ami ? - Chapitre 7 : Un grand pouvoir - Chapitre 8 : Moi, plus que tout autre... - Chapitre 9 : Qui est qui ? - Chapitre 10 : Un scénario inexistant - Chapitre 11 : Être humain pendant 24 heures |                  |               |                   |                   |
| 21 | 28 février 2006  | 4-09-180159-5 | 8 mars 2007       | 978-2-84538-940-3 |
| Liste des chapitres : - Chapitre 1 : Qui t'es ? - Chapitre 2 : Cache-cache - Chapitre 3 : Le messager du pape - Chapitre 4 : On joue ? - Chapitre 5 : Les extraterrestres arrivent ! - Chapitre 6 : L'ami qui est là - Chapitre 7 : La suite du cahier de prédictions - Chapitre 8 : Il ne restera plus que ça - Chapitre 9 : Sous ce drapeau - Chapitre 10 : Hissons ce drapeau ! - Chapitre 11 : Les révélations du masque |                  |               |                   |                   |
| 22 | 30 novembre 2006 | 4-09-180805-0 | 12 juillet 2007   | 978-2-8094-0037-3 |
| Liste des chapitres : - Chapitre 1 : L'après-révélations - Chapitre 2 : La dernière chanson - Chapitre 3 : Habitants de Tokyo ! - Chapitre 4 : Ton combat - Chapitre 5 : Reste en vie - Chapitre 6 : Le roi masqué - Chapitre 7 : Ne le donne pas à l'ennemi - Chapitre 8 : L'héritier du légendaire inspecteur - Chapitre 9 : Ne faites rien - Chapitre 10 : Les débuts du justicier - Chapitre 11 : Le défenseur de la justice - Chapitre 12 : Le jeu est terminé - Chapitre 13 : Conclusion                                                                         |                  |               |                   |                   |

### 21st Century Boys
| no | Japonais          | Japonais          | Français        | Français          |
| no | Date de sortie    | ISBN              | Date de sortie  | ISBN              |
| --- | ----------------- | ----------------- | --------------- | ----------------- |
| 1 | 30 mai 2007       | 978-4-09-181216-2 | 12 juin 2008    | 978-2-8094-0464-7 |
| Liste des chapitres : - Chapitre 1 : La mort d'Ami - Chapitre 2 : L'adulte du rêve - Chapitre 3 : Notre drapeau - Chapitre 4 : Le début de l'enfance - Chapitre 5 : Le fantôme du futur - Chapitre 6 : Une copie de copie - Chapitre 7 : La cachette - Chapitre 8 : Aujourd'hui, t'es mort ! |                   |                   |                 |                   |
| 2 | 28 septembre 2007 | 978-4-09-181495-1 | 10 juillet 2008 | 978-2-8094-0465-4 |
| Liste des chapitres : - Chapitre 1 : La règle du jeu - Chapitre 2 : Les derniers partisans du démon - Chapitre 3 : Adieu, Manjûme - Chapitre 4 : L'interrupteur - Chapitre 5 : Punch out - Chapitre 6 : On ne laissera pas finir ! - Chapitre 7 : Pardon ! - Conclusion : 20th Century Boys  |                   |                   |                 |                   |